# Tomas Tomson
Tomas Tomson (енгл. Thomas Thomson) je NPC (lik kojeg ne kontrolišu igrači) napravljen u igrici "World of Warcraft". On se može naći u Crvenom manastiru u močvarama Tirisfola, gde je poznatiji kao Obezglavljeni jahač (енгл. Headless Horseman). Kao obezglavljeni jahač, Tomas je elita (NPC koji je jači od prosečnog NPC-a) 92. nivoa. Na noć veštica, može se desiti da,dok igrate, vidite na nebu konjanika kako jaše i viče, a to je u stvari Tomas.

## Biografija
Tomas je bio vitez Srebrne ruke, odreda koji se borio protiv nemrtvih. Bio je heroj među članovima tog odreda. Bio je prisutan kada je vojska nemrtvih počela da širi zarazu po Istočnom Kraljevstvu, pretvarajući sve ispred sebe u stvorenja nalik njima. Tomas je bio među prvima koji su započeli odbrambeni napad protiv nemrtvih. Kada je čuo da se Artas (nekadasnji princ njegovog grada) vratio sa ostrva Nortrend i ubio svog oca, kao i nekoliko najjačih vitezova Srebrne ruke, Tomas šalje svoju porodicu da putuju zapadno, na ostrvo Kalimdor. Nakon nekog vremena, doneta je odluka da se ubijaju i ljudi koji su zaraženi jer će kad-tad postati deo vojske nemrtvih. U jednom od tih operacija, Tomas ubija svoju porodicu, ne znajući da su to oni. Saznao je da je poslednji brod, na kojem je trebalo da bude njegova porodica, uništen od strane nemrtvih i da su prisutni postali zaraženi. On biva uhvaćen i završava kao zatvorenik u Crvenom manastiru. Tu počinje da ludi i počinje da razmišlja kako je ceo svet zaražen i da je jedino on ostao "normalan". Zbog toga ga nemrtvi oslobađaju i on počinje da ubija sve ispred sebe. Nakon mnogo ubistava, on ponovo biva uhvaćen, sada od strane ljudi koji mu otkidaju glavu. Datroan, jedan od glavnih članova Srebrne ruke, odlučuje da bi trebalo da mu organizuju počasnu sahranu. Međutim nemrtvi još jednom uzimaju njegovo telo i pretvaraju ga u obezglavljenog jahača.

## Sposobnosti i napad
U zavinosti od faze napada, obezglavljeni jahač ima različite sposobnosti.

### Faza 1
- Horseman's Cleave - mogućnost jahača da jednim udarcem napravi štetu svim igračima koji se nalaze ispred njega;

### Faza 2
- Conflagration - jahač nasumično bira jednog igrača i zapaljuje ga;
- Conflagration Weapon - jahač začara svoj mač vatrom i samim tim pravi veću štetu igračima;
- Fiery Cleave - jahač svojim vatrenim mačem jednim udarcem šteti sve igrače koji se nalaze ispred njega;

### Faza 3
- Summon Flaming Heads - jahač priziva četiri bundeve iz kojih niču stvorenja koja napadaju igrače;

## Strategija
U borbi sa obezglavljenim jahačem postoje tri faze.

### Faza 1
U ovoj fazi jahač izlazi iz grobnice i napada igrače. Jedino na šta bi igrači trebalo da obrate pažnju u ovoj fazi jeste da ne stoje svi ispred njega zbog njegovoe sposobnosti u prvoj fazi. Kada jahaču ostane 1% života, on počinje da nekontrolisano trči okolo i igrači ne mogu da ga napadaju. Tada jedina stvar na koju igrači treba da se fokusiraju je njegova glava. Jahač se može ponovo napasti kada njegova glava bude bula na 60% života ili kada se jahač izleči do 100% života.

### Faza 2
Kada se to desi, započinje druga faza. Druga faza se ne razlikuje mnogo od prve. Jedina razlika je što sada jahač može upotrebiti svoju sposobnost kada nasumično bira jednog igrača i zapaljuje ga. Druga faza se završava kada jahač ostane na 30% svog života.

### Faza 3
U završnoj fazi, jahač povremeno stvara četiri bundeve iz kojih niču stvorenja koja napadaju igrače. Najbolje bi bilo da igrač koji može istrpeti najviše štete (takozvani tenk) stane izmedju te četiri bundeve kako bi sva stvorenja napadala njega, dok ostali igrači stvorenjima prave štetu. U jednom trenutku, jahač će se odvojiti od svoje glave i ponovo, igrači nece moći njemu praviti štetu već njegovoj glavi. Ukoliko igrači uspeju da ubiju njegovu glavu, pored stvorenja koja se stvaraju, obezglavljeni jahač će biti poražen. Ukoliko, ipak, to ne uspeju, jahač će se izlečiti na 100% svog života i treća faza će se ponoviti.

## Literatura
- http://wowwiki.wikia.com/wiki/Portal:Main
- http://wow.gamepedia.com/Portal:Main

## Spoljašnje veze
- Priča o Obezglavljenom jahaču na Jutjubu.